# Committee of Experts on Slavery
Committee of Experts on Slavery (CES) var en kommitté hos Nationernas förbund (NF), bildad 1932. Dess syfte var att undersöka effektiviteten och efterlevnaden av 1926 Slavery Convention. Den etablerades efter tre års kampanj och svårt motstånd. Den uppnådde inte mycket, men lyckades bevisa behovet av en permanent kommission, som också bildades efter dess upplösning. 

## Historik

### Bakgrund
5 september 1929 togs frågan om efterlevnaden av 1926 Slavery Convention upp på NF:s Sixth Commission of the League Assembly. 5 september 1929 hade endast 28 av 49 signaturländer faktiskt implementerat 1926 Slavery Convention. 
Det förekom också fortsatt lagligt slaveri i stora delar av världen. 
Harris uppskattade 1929 att det fanns 5 miljoner slavar i världen. Vid denna tid rådde ett stort internationellt intresse för Mui Tsai-frågan i Kina och Hongkong. 
Slavräder utfördes från Etiopien in i Kenya och slavhandel pågick i Sudan. 
Storbritannien ville kunna sända rapporter om slaveriet i Hijaz  och Etiopien utan diplomatiska konsekvenser, vilket vore möjligt med en kommission. 
Anti-Slavery Society efterfrågade en kommission om slaveri.
NF såg behov av att skapa en efterträdare till Temporary Slavery Commission, som hade upplösts några år tidigare, för att utvärdera konventionens effektivitet.
Kommittén skulle inte vara permanent, utan undersöka den specifika konventionens efterlevnad av de länder som skrivit under den. Kommittén bestod av sju medlemmar och experter på slaveri i Afrika, Arabien och Asien. Bildandet drog ut på tiden på grund av oro över hur slaveri skulle definieras. 
Det rådde oro bland kolonialimperierna för en permanent kommission som kunde väcka oro genom att lägga sig i inhemska sedvänjor som äktenskapsseder, och Portugal, Belgien, Liberia, Etiopien och Frankrike visade sådant motstånd att etableringen av en kommission sköts upp ett år. 
År 1931 lade britterna fram ett förslag om att återuppliva TSC för endast ett år. Anti-Slavery Society sände in rapporter om Kina, Eitopien, Hijaz, Gulfstaterna och Muscat. 
Året innan, 1930, förekom också en uppmärksammad artikel om slavhandeln i Franska Djibouti i Le Matin, som beskrev hur arabiska slavhandlare slängde tre slavar ombord från en dhow i intervaller för att undvika en förföljande patrull i röda havet, då de visste att de förföljande patrullerna skulle prioritera att plocka upp slavarna, vilket gjorde att Frankrike gav sitt stöd till en kommission.
1932 bad NF alla sina medlemsstater att inkludera anti-slaveri-klausuler i alla överenskommelser de gjorde med arabiska stater. 

### Bildande och Verksamhet
1932 fanns slutligen stöd för att skapa en tillfällig kommission. Den bestod av sju medlemmar: Lugard, Gohr (Belgien), Tulio Zedda (Italien; ersatt senare av Ercole Vellani), Neytzell de Wylde (Nederländerna) Julio Lopez-Olivan (Spanien), Gabriel Angoulvant (Frankrike) och Virginie de Castro e Almeida (Portugal), med Gohr som ordförande och Lugard som vice. 
NF:s kvinnogrupp krävde inkluderande av en kvinnlig medlem, då kvinnogruppen uppmärksammade diskriminerande äktenskapliga sedvänjor, som till exempel afrikanska seder där hustrur beskrevs som sina mäns egendom.
CES öppnade med sitt första möte 4 maj 1932.
Vid denna tidpunkt var slaveri fortsatt lagligt på den arabiska halvön, som försågs med slavar genom slavhandeln på röda havet och slavhandeln på indiska oceanen. Den trans-sahariska slavhandeln förekom fortfarande. 
Frankrike attackerade britterna för att tillåta slaveriet i Arabien.
Anthony Eden informerade CES att britterna inte kunde ingripa mot slaveriet i muslimska stater. India Office påstod att politiska agenter i Gulfstaterna assisterade i frigivningen av slavar på sina kontor, och lyckades pressa ned slavhandeln till ett minimum; Kuwait hade visserligen ingen agent men där påstods slaveriet ha upphört utöver husstjänare; liksom i Bahrain, där 46 personer hade frigivits 1929-1930.
Sultanen av Muscat/Oman uppgav sig inte ha kontroll över de "warlike and uncivilised tribes" i landets inre, men brittiska patrullbåtar hade nästan strypt slavhandeln längs kusten, och en slavdhow brändes offentligt i Dubai 1928.

### Efterspel
CES lade fram väldigt lite konkreta idéer, men bevisade effektivt att regeringar misslyckades med att uppvisa full opartisk information och bevisade hur en kommission kunde gynna nationella intressen, något som banade väg för ACE.
Committe of Experts on Slavery ombildades 1933 till en permanent kommitté: Advisory Committee of Experts on Slavery (ACE), som formellt invigdes 1934.